# Banjevac (Serbia)
Banjevac (cyr. Бањевац) – wieś w Serbii, w okręgu maczwańskim, w gminie Krupanj. W 2011 roku liczyła 463 mieszkańców.